# ラザード
ラザード（英語: Lazard）は、主に機関投資家向けの投資銀行業務や資産運用業務、およびファイナンシャル・アドバイザリー・サービスなどを含む多岐にわたる金融サービスを提供する国際的な金融グループ。19世紀以来、ニューヨーク（米国）、パリ（フランス）、ロンドン（イギリス）に主要な拠点を置く。フランス語では「ラザール」となる。
27か国43都市に事業所を持つ、ラザード・グループLLCの親会社であり、世界的な名門投資銀行。少数精鋭の体制で知られる。インドシナ銀行をはじめとする多くの企業へ役員を派遣し、PSA・プジョーシトロエン等フランス企業同士の大合併を仲介してきた。2004年、バンク・ワン（Bank One Corporation）とJPモルガン・チェースの合併に役割を演じて相応の顧問料を得た。2008年の金融危機に際しては、三菱UFJフィナンシャル・グループのモルガン・スタンレーへの出資を手掛けた。ラザードは永らく非公開の合名会社であったが、2005年5月5日、ニューヨーク証券取引所に株式公開した。巨大な投資子会社ユーラゼオのポートフォリオがラザードの投資顧問業と相乗効果をあげている。

## 歴史

### 初期
1848年7月12日、ユダヤ系フランス人のアレクサンドル・ラザード、ラザール・ラザード、サイモン・ラザードの三兄弟はルイジアナ州ニューオリンズにて後にラザードとなるドライグッズを扱う商社ラザード・フレール&カンパニーを9000ドルを元手に設立した。
1851年、サイモン・ラザールは他の二人の兄弟モーリスとエリーと共にゴールドラッシュの活気に溢れるカリフォルニア州サンフランシスコへと移り、輸入や金塊の輸出の事業を開始、アレクサンドルは同時期にニューヨークへと拠点を移した。事業は間も無く銀行業や外国為替業の金融業へと拡大した。
1854年、アレクサンドル・ラザールはフランスへと移り、アメリカでの事業を補完する役目としてパリにオフィスを開設し、フランス政府に対する金塊の購買に関するアドバイザー業務を開始した。1870年には国際事業の拡大に伴いロンドンにもオフィスを開設した。
1876年までにラザードは多角化した事業を再編し投資銀行業務へと特化し、1880年にはニューヨークにオフィスを開設した。

### 近代
ラザード家の歴史はÉlie Lazard (1796-1841) から始まる。彼の妻Esther Cahn (1798-1875) は二度結婚している。もう一人の夫Moïse Cahn との間にJulie Weill (1840-1920) がおり、その息子にDavid David-Weill がいる。彼は1935年にフランス銀行の顧問であったが、つまりヴェイル家とラザード家は200家族に数えられた。ラザードの故郷アルザス・ロレーヌはルールに近く、その経営史でシュパイアー家と関わるシーンもあるくらいドイツに近い。
Élie とEsther はAlexandre, Elie, Simon という三人の息子がいた。彼らは米国ルイジアナ州のニューオーリンズに定住して、1848年に穀類や綿の貿易を取り扱うラザード・フレール・アンド・カンパニーを設立した。フレールは英語のブラザーだから、社名はラザール兄弟とも書かれる。カリフォルニア・ゴールドラッシュに乗ってラザールは事業拡大し、外国為替まであつかう金融業へ進出した。1852年に設けられたパリ支店は、手始めにフランス政府が正金を購入するにあたり顧問を務めた。パリ銀行（パリバの前身）とも親しくしながらビジネスを展開し、パリ支店は最初からフランス資本でも並ぶものがない投資銀行であった。1877年にロンドン支店を設け、つまり三人の晩年に訪れる大不況を前に、同族経営のラザードは勢力を英仏米に三分した。
アメリカではストラスブールからやってきたマーク・ユージン・マイヤー（Marc Eugene Meyer 1842-1925）を共同経営者として迎え入れた。1896年、George Blumenthal がジョン・モルガンらとシ団を組んでグロバー・クリーブランド大統領に兌換用の金塊を提供した。

### 現代

#### ピアソン
1907年恐慌の影響か、ロンドン家ラザードは1908年に同族支配を脱した。そして翌年に「ミルナー幼稚園」のブランドが入社して、ロンドン家ラザードを英国の支配下とするべく出世した。イギリスにも第一次世界大戦の爪痕が残る1919年、ドイツ帝国の解体が進む一方で、外国企業による英国内銀行の支配を禁止する法律がイングランド銀行により施行された。法律そのものは現実性に乏しいものであったが、受け皿が用意されていた。それがピアソンである。その資金というのはロイヤルダッチ・シェルに対するMexican Eagle Petroleum Company の売却益である。
ピアソンのオイルマネーは、傘下のホワイトホール・トラストを通じて関東大震災の復興にも投下された。その記録によれば、ロンドンラザードとホワイトホールの事務所は隣か向いにあった。1930年代、ロンドンラザードは世界恐慌で危機に陥りイングランド銀行の融資を受けたが、その結果としてピアソンに80％も支配されることさえあった。1936年、閨閥のあるダニエル・マイネルツァーゲン（1915-1991）がラザードへ入社した。その力が欧米に及ぶのは時間の問題だった。彼は1973年から1980年まで会長を務め、ピアソンの重役も兼ねたのである。

#### グート
第二次世界大戦が勃発すると、パリはナチスに占領された。
パリ家ラザードのサイモンは、戦後に英米の代表団に混じりドイツの財閥解体に参加した。そしてIG・ファルベンインドゥストリーがヘキスト、BASF、バイエルなどに事業分割された。以来、パリ家は英米資本と協力するようになった。1968年、ライネル・グートがパートナーとなった。グートは1971年にスイス・アメリカン・コーポレーションのCEO となった。これはSchweizerische Kreditanstalt（現クレディ・スイス）の子会社であった。1982年にスイスクレディタンシュタルトの会長となった。グートは以下の多国籍企業で重役を務めた。まず述べたバイエル、スイス・リー、ダイムラー・クライスラー、スルザー、ノバルティス、チバガイギー（現ノバルティス）、アルスイス、エレクトロワットである。ネスレでも務めたが2000年からは会長である。同年からクレディ・スイス名誉会長でもある。

#### KKRの先輩
David David-Weill はニューヨークへ逃げてきた。1943年にアンドレ・メイヤーがヴェイルのパートナーになった。メイヤーが1960年代に活躍し、ITT Corporation などのレバレッジド・バイアウトに責任を負った。このITT はソスシーンズ・ベーンが創業した。また、1960年から1991年までユーゴ・キンダースレイ男爵が重役を務めた。彼はユーロクリア設立前後に集中した経歴をもつ。すなわち、1963年から1968年までマルコーニ商会の、1965年から1996年までSun Alliance & London Insurance Group の、1966年から1968年までイングリッシュ・エレクトリックの、そして1968年から1970年までゼネラル・エレクトリックの重役をも務めている。サン・アライアンスはネイサン・メイアー・ロスチャイルドが1824年に立ち上げたアライアンス保険を源流の一つとする。
メイヤーが退いてからニューヨークのラザードは、1961年からメイヤーのパートナーであったフェリックス・ロハティンがリードした。彼は1997年に駐仏アメリカ大使となり、またリーマン・ブラザーズとロスチャイルドでも仕事をしてから、2010年にラザードCEO となった。1980年代以降については、ジェイコブ・ロスチャイルドのもとでキャリアを積んだRobert Agostinelli がゴールドマン・サックスを経てラザードへやってきて、欧州での数々の取引にかかわった。

#### 世界顧問
ラザードは東京がオフショア市場となってから日本市場に深くコミットしている。1987年にアセット・マネジメント業務へ進出した。1989年には澄田智を迎えて、ファイナンシャル・アドバイザリー業務を開始した。この年からアリエル（Arielle Marie Mallard）がラザードのアナリストになり、1991年にギー・ド・ロチルドの息子エドゥアールと結婚、そのまま寿退社した（1997年までケア機構フランス支部理事、2011年までGBL傘下のイメリーズ重役、2012年まで国際ケア機構副総裁）。2000年、ラザードは各種投資部門を統合してユーラゼオ（Eurazeo）を立ち上げた。ここで運用することになった資産は1960年代からのものであり、クライアントであるダノン・ピアソン・ゼネラリ保険等の長期保有株をふくんだ。ユーラゼオの母体は1881年設立の「ガスと水道（Gaz et Eaux）」であるが、1945年にガス事業は国有化された。1977年にIDI（Institut de Développement Industriel）と、MG（La Mutuelle Générale）・パリバ・預金供託金庫・エルフアキテーヌをふくむコンソーシアムに買収され、8700万フラン相当の資産を運用する会社となった。1985年までにラザードは会社の支配権をめぐりパリ保険連合（Union des assurances de Paris）に競り勝ち、2000年に完全支配した。2002年からブルース・ワッサースタインがCEOとなった。彼は戦前のユダヤ系ポーランド人を父とし、ファースト・ボストン（現クレディ・スイス）とドレスナー・クラインワートでキャリアを積んだ。2002年までにユーラゼオがゼネラリ保険株を売り、翌年ユーテルサット株を取得した。2006年ユーラゼオがヨーロッパカーを買収した。近年はモンクレールやデシグアルに投資をしている。前後して2007年、ラザードはオーストラリアの巨大な投資顧問会社を合併した（Lazard Carnegie Wylie）。ラザードは2010年に破綻したギリシャ政府のアドバイザーを務めた。2015年、クラフトフーズとハインツの合併をはじめとする大型案件でもアドバイザーを務めた。